# Campionati europei di maratona canoa/kayak 2019
I Campionati europei di maratona canoa/kayak 2019 sono stati la 16ª edizione della competizione continentale. Si sono svolti a Decize, in Francia. dal 25 al 28 luglio 2019. 

## Medagliere
| Pos.   | Paese         | Oro | Argento | Bronzo | Totale |
| ------ | ------------- | --- | ------- | ------ | ------ |
| 1      | Ungheria      | 3   | 4       | 4      | 11     |
| 2      | Francia       | 2   | 3       | 0      | 5      |
| 3      | Polonia       | 2   | 0       | 0      | 2      |
| 3      | Ucraina       | 2   | 0       | 0      | 2      |
| 5      | Spagna        | 1   | 3       | 4      | 1      |
| 6      | Danimarca     | 1   | 0       | 0      | 7      |
| 7      | Rep. Ceca     | 0   | 1       | 2      | 3      |
| 8      | Gran Bretagna | 0   | 0       | 1      | 1      |
| Totale | Totale        | 11  | 11      | 11     | 33     |

## Podi

### Uomini
| Evento           | Oro                                     | Perform. | Argento                            | Perform  | Bronzo                                    | Perform. |
| Canoa C-1 3400m  | Wiktor Glazunow                         | 15'37"   | Manuel Antonio Campos              | 15'43"   | Jakub Brezina                             | 15'46"   |
| Canoa C-1 26,2km | Manuel Antonio Campos                   | 2h02'11" | Jakub Brezina                      | 2h02'24" | Daniel Laczo                              | 2h03'13" |
| Canoa C-2        | Polonia Mateusz Borgiel Mateusz Zuchora | 1h56'10" | Ungheria Ádám Dócze Márton Kövér   | 1h56'11" | Spagna Manuel Antonio Campos Diego Romero | 1h57'23" |
| Kayak K-1 3400m  | Cyrille Carré                           | 14'03"   | Jérémy Candy                       | 14'08"   | Adrián Boros                              | 14'21"   |
| Kayak K-1 29,9km | Mads Brandt Pedersen                    | 2h04'31" | Stéphane Boulanger                 | 2h06'22" | Iván Alonso Lage                          | 2h06'40" |
| Kayak K-2        | Francia Quentin Urban Jérémy Candy      | 1h57'20" | Ungheria Adrián Boros László Solti | 1h57'22" | Spagna José Julián Miguel Fernández       | 1h57'27" |

### Donne
| Evento           | Oro                                       | Punti    | Argento                              | Punti    | Bronzo                         | Punti    |
| Canoa C-1 3400m  | Liudmyla Babak                            | 18'57"   | Dora Horanyi                         | 19'04"   | Regina Bónyai                  | 19'19"   |
| Canoa C-1 15,3km | Liudmyla Babak                            | 1h23'21" | Marine Sansinena                     | 1h24'26" | Dora Horanyi                   | 1h25'19" |
| Kayak K-1 3400m  | Zsófia Czéllai-Vörös                      | 15'29"   | Eva Barrios                          | 15'35"   | Lizzie Broughton               | 15'40"   |
| Kayak K-1 26,2km | Vanda Kiszli                              | 2h03'27" | Zsófia Czéllai-Vörös                 | 2h03'45" | Anna Kožíšková                 | 2h04'19" |
| Kayak K-2        | Ungheria Renata Csay Zsófia Czéllai-Vörös | 1h54'30" | Spagna Tania Alvarez Tania Fernandez | 1h55'55" | Spagna Amaia Osaba Eva Barrios | 1h56'59" |